# District de Hajdúböszörmény
Le district de Hajdúböszörmény (en hongrois : Hajdúböszörményi járás) est un des 10 districts du comitat de Hajdú-Bihar en Hongrie. Créé en 2013, il compte 40 424 habitants et rassemble seulement 2 villes dont Hajdúböszörmény, son chef-lieu.
Cette entité existait déjà auparavant, entre 1901 et 1926 au sein du comitat de Hajdú.

## Localités
- Hajdúböszörmény
- Hajdúdorog